# Апкарян, Апкар
Апкар Апкарян (англ. Apkar Vania Apkarian) — американский учёный в области физиологии, анестезиологии, физической медицины и реабилитации, доктор философии, профессор Северо-Западного университета и Медицинской школы Файнберга. Пионер в использовании фМРТ для изучения нейрохимии мозга.  

## Биография
Апкарян получил степень магистра в области электротехники в Университете Южной Калифорнии и степень доктора философии в области нейробиологии в Медицинском университете штата Нью-Йорк в Сиракузах, штат Нью-Йорк.

### Научная деятельность
Апкарян был пионером в использовании магнитно-резонансной спектроскопии для изучения нейрохимии мозга и разработки новых аналитических подходов к изучению сознания, включая первую демонстрацию свойств сети малого мира мозга с использованием фМРТ. В 2008 году он выдвинул теорию о том, что хроническая боль является формой эмоционального обучения, что популяризировало изучение обучения через вознаграждение в области исследования боли.
Ранние работы доктора Апкаряна с электрофизиологией приматов установили, что таламические нейроны могут быть физиологически охарактеризованы на основе морфологии и проекций в кору, что привело к открытию того, что таламус динамически кодирует ноцицептивные стимулы в ответ на особенности сенсорных стимулов.
В 1990-х годах его исследования перешли к изучению болевых квалиа и нейронных механизмов, лежащих в основе хронической боли, на основе визуализации человеческого мозга. Исследования Апкаряна сыграли решающую роль в установлении нейропластичности как механизма хронической боли.
В 2004 году его группа впервые идентифицировала изменения серого вещества, связанные с хронической болью в спине, в 2008 году его группа впервые описала изменения сети состояния покоя у пациентов с хронической болью и аномалии белого вещества, связанные с комплексным региональным болевым синдромом, а в 2012 году его группа опубликовала первые доказательства того, что функциональная связь между медиальной префронтальной корой и прилежащим ядром проспективно предсказывает развитие хронической боли в спине.
В 2013 году доктор Апкарян опубликовал основополагающее открытие, рассматривающее продольные изменения в мозге, когда боль в спине сохраняется от 6 месяцев до года. Это исследование показывает, что мозговые представления для подострой боли в спине похожи на те, что для вызванной острой боли, но когда боль в спине сохраняется более года и становится хронической, то представления смещаются в области, участвующие в обработке самореферентного страха.
Исследования Апкаряна всё больше фокусируются на улучшении клинического лечения хронической боли, включая разработку профилактических методов лечения. По словам доктора Апкаряна, важно лечить боль на ранней стадии, чтобы предотвратить любые постоянные изменения или повреждения нервной системы.